# Victor Halberstadt
Victor Halberstadt (Amsterdam, 16 juni 1939 – aldaar, 13 september 2024) was een Nederlandse econoom en hoogleraar openbare financiën aan de Universiteit Leiden. Hij was actief voor de Partij van de Arbeid.
Van 1965 tot 1974 was Halberstadt werkzaam als wetenschappelijk hoofdmedewerker Openbare Financiën aan de Universiteit van Amsterdam. Van 1971 tot 1973 was hij adviseur voor het directoraat-generaal van de Rijksbegroting bij het ministerie van Financiën. Op 9 september 1974 werd hij benoemd tot hoogleraar in de Leer der Openbare Financiën aan de Rijksuniversiteit van Leiden. Halberstadt was van 1972 tot 2004 kroonlid van de Sociaal-Economische Raad (SER) en bekleedde diverse andere functies, waaronder bestuurder van het Concertgebouw (1988-2011), president van het International Institute of Public Finance (IIPF) (1987-1990) en chairman van de DaimlerChrysler International Advisory Board (1995-2005).

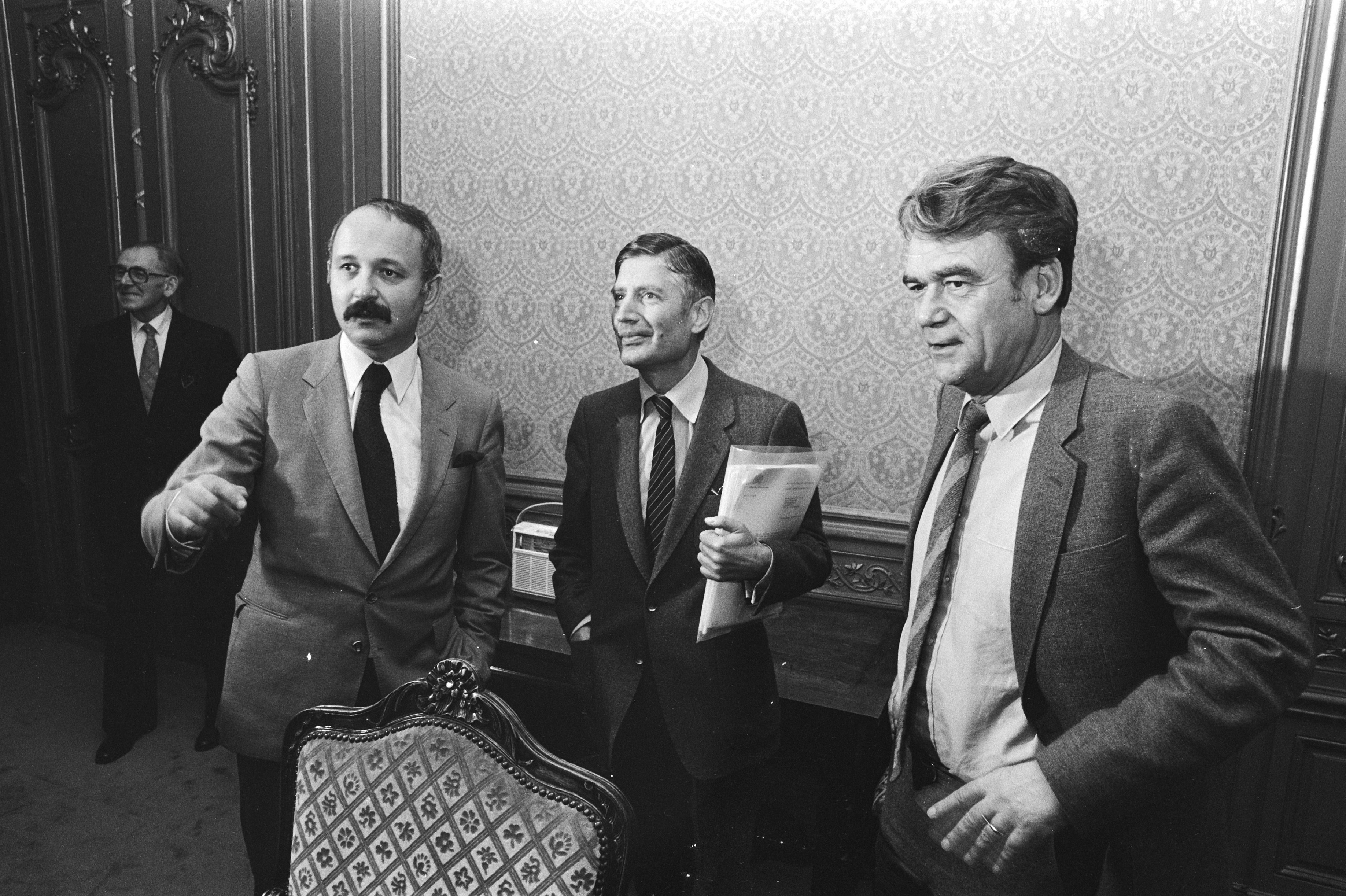
Halberstadt (links) met premier Van Agt (midden) en Cees de Galan (rechts) tijdens de kabinetscrisis in 1981.

In oktober 1981 werd hij, samen met econoom Cees de Galan, aangesteld als informateur tijdens een kabinetscrisis over het financieel-economisch beleid. Dit resulteerde in een geslaagde lijmpoging op 4 november van dat jaar.
Halberstadt was sinds 1991 internationaal adviseur van The Goldman Sachs Group. Hij was van 1980 tot 2000 honorair secretaris-generaal van de Bilderbergconferentie. Sinds 1990 was hij lid van de Faculty van het World Economic Forum. In 2009 werd hij benoemd tot voorzitter van de raad van toezicht van de Boekmanstichting. Andere functies waren o.a. het lidmaatschap van de raad van toezicht van de Nederlandse Opera (vanaf 2003) en de Raad van Toezicht van de Lee Kuan Yew School of Public Policy te Singapore (vanaf 2005).
Halberstadt werd in 1990 benoemd tot ridder in de Orde van de Nederlandse Leeuw. In 2018 werd hem het Erekruis in de Huisorde van Oranje toegekend vanwege zijn vele verdiensten voor het Koninklijk Huis , onder andere als adviseur voor Máxima Zorreguieta.
- Gemeinsame Normdatei: 171021932
- International Standard Name Identifier: 0000 0003 8415 1668
- Library of Congress Control Number: n83312860
- NARCIS: PRS1234704
- Nationale Bibliotheek van Israël: 987007326408605171
- Nederlandse Thesaurus van Auteursnamen: 071183426
- Parlement.com: vg09lm0ci8xp
- Système universitaire de documentation: 077898680
- Virtual International Authority File: 273883725
- WorldCat: E39PBJmXQ7fcQyK9drPQyBJYyd